# Blues detroicki
Blues detroicki (ang. Detroit blues), gatunek bluesa powstały i rozwijający się w Detroit w Stanach Zjednoczonych. Największą popularność osiągnął w latach 40. i 50. XX wieku. Blues detroicki w prostej linii od bluesa Delty. Podobnie jak w przypadku bluesa chicagowskiego jego powstanie było wynikiem migracji biednych robotników z Południa do bardziej zindustrializowanych miast północnych Stanów Zjednoczonych w latach 20. i 30. XX wieku. Detroit blues jest również bardzo zbliżony do bluesa chicagowskiego. Rozwinął się z prostego bluesa Delty w bardziej rozbudowany gatunek muzyczny, używający większej liczby instrumentów (w tym gitary elektrycznej oraz gitary basowej).
Jedynym znanym przedstawicielem tego stylu muzycznego był John Lee Hooker. Sam blues detroicki pozostawał w cieniu bardziej popularnego i wpływowego bluesa chicagowskiego.